# Closer (пісня Nine Inch Nails)
Closer to God (в пер. с англ. «Ближче до Бога») — сингл американського гурту Nine Inch Nails.

## Кліп
Режисером відео був Марк Романек. Зйомки проходили в квітні 1994 року. Прем'єра відбулася 12 травня 1994 року. Тривалість пісні була скорочена до 4:36. Цей кліп, де зображалися сцени, пов'язані з релігією, жорстоким поводженням з тваринами, політикою і терором, став неймовірно популярний і допоміг групі завоювати ще більший успіх. Відео вийшло дуже спірним через деякі свої образи – голої жінки в масці, мавпи, прив'язаної до хреста, Трента в садо-мазо-масці, що розгойдується під стелею в кандалах. Усі ці образи були навіяні творчістю Джоеля-Пітера Віткіна. У телевізійній версії цього кліпу деякі сцени були вирізані й замінені кадром, де було написано "Scene Missing" ("Сцена пропущена"), а виключення з пісні слова "fuck" супроводжувалося зупинкою відео (це було зроблено, щоб не порушувати хід пісні). Відео було стилізоване під старий фільм. Це було одне з двох відео Марка Романека, яке увійшло до постійної колекції Музею сучасного мистецтва в Н'ю-Йорку (Museum of Modern Art). Другим було відео Мадонни на пісню "Bedtime Story".
Повна версія кліпу, без купюр, була показана на Playboy TV в програмі "Hot Rocks". В середині 2002 року невідредагована версія була показана на MTV2 в спеціальній програмі, присвяченій найзухвалішим відео, які коли-небудь показували на MTV. Програма йшла пізно вночі. 
У 2006 році за результатами голосування, проведеного на сайті каналу VH1, "Closer" очолив "Двадцятку найкращих відеокліпів в історії".